# Trepunktspraktmal
Trepunktspraktmal (Telechrysis tripuncta) är en fjärilsart som först beskrevs av Adrian Hardy Haworth 1828.  Trepunktspraktmal ingår i släktet Telechrysis, och familjen praktmalar, (Oecophoridae). Enligt den finländska rödlistan är arten nära hotad i Finland. Enligt den svenska rödlistan är arten nära hotad i Sverige. Arten förekommer sällsynt från Skåne till Uppland. I övriga Norden är den funnen i Danmark, södra Norge och södra Finland. Artens livsmiljö är fuktiga lundar.